# Almaplana
Almaplana é uma banda portuguesa, que aborda a canção portuguesa e de outras paisagens, através do violino, contrabaixo, guitarra e voz. 

## Biografia
Almaplana nasce em 2003, na cidade de Évora .No ano seguinte, são convidados para participar no programa Lote 9 da rtp2 e no programa Passeio Público da Antena 1.
Em 2005 compõem os temas originais para a banda sonora da curta metragem The Fifth Step, nomeada para os prémios de melhor produção e pós-produção no Finest Film Awards da Escola Internacional de Cinema do País de Gales e vencedora do prémio de melhor som.
Ainda nesse ano participam no programa da RTP internacional DiverCidades. 
Em 2006 deslocam-se a Budapeste para representarem Portugal no festival Let’s Share Cultures.
Em 2007 participam ao vivo no programa televisivo "Portugal Azul", transmitido pela RTP1.
Em 2008 atuam na Casa do Alentejo em Lisboa, e em Dezembro do mesmo ano é lançado o álbum de estreia Almaplana.
Em 2010 realizam um concerto de Homenagem a Serrão Martins no Auditório Municipal de Mértola e no ano seguinte atuam no Auditório da Biblioteca Municipal Santa Maria da Feira, na Gala "Prémio Solidário" 
Em 2012 atuam ao vivo no programa "Prove Portugal" da RTP 1, nos claustros da Sé Catedral de Évora e no programa "A Festa É Nossa" do mesmo canal. No mesmo ano, participam no documentário "Enquanto Dormes". 
Em 2013 participação no documentário internacional "O Trilho dos Pescadores".
Em 2020 participam na banda sonora do documentário "Sousa Martins - Vida e Culto" da RTP.

## Discografia
- The Fifth Step (2005)
- Almaplana (2008)